# Storm Fear
Storm Fear (en España: Odio entre hermanos) es una película del género de crimen de 1955, Fue dirigido y protagonizada por Cornel Wilde, Jean Wallace, y Dan Duryea.

## Argumento
Tras resultar herido durante un atraco en los días posteriores a la Navidad, el ladrón de bancos Charlie Blake se refugia en una remota granja propiedad de su hermano mayor Fred, quien vive allí con su esposa Elizabeth y su hijo David, de 12 años. Fred, un hombre débil e infeliz, casi debilitado por problemas respiratorios, es intimidado y golpeado para albergar al fugitivo y a sus pandilleros, el brutal Benjie y su novia Edna.
El tiempo pasa y los cómplices de Charlie están ansiosos por seguir adelante, pero él necesita descansar para recuperarse. Además, sigue enamorado de Elizabeth (Wallace), la esposa de Fred, con quien tuvo una aventura. Hank, el empleado de Elizabeth, también está enamorado de ella. Fred debe soportar ambas situaciones, además de las burlas y el abuso físico de Benjie.
Surgen más problemas cuando surgen sospechas de que el hijo de Elizabeth fue en realidad engendrado por Charlie. Una fuerte nevada y su herida de bala retrasan la huida de Charlie, pero cuando Fred se escabulle para alertar a la policía, David, quien siente un gran cariño por Charlie, guía a los pandilleros a través del terreno nevado. Elizabeth es atada y abandonada.
Edna se rompe una pierna al caerse y Charlie la abandona cruelmente en el desierto. Hank encuentra el cadáver congelado de Fred. En el camino, surge una discusión entre Charlie y Benjie, que termina con David tomando un arma y disparando a Benjie, matándolo. Charlie ahora tiene el botín del robo para él solo, pero Hank aparece y le dispara. Charlie muere sin reconocer si es el verdadero padre del niño.

## Elenco
| Actor          | Rol             |
| -------------- | --------------- |
| Cornel Wilde   | Charlie Blake   |
| Jean Wallace   | Elizabeth Blake |
| Dan Duryea     | Fred Blake      |
| Lee Grant      | Edna Rogers     |
| David Stollery | David Blake     |